# Landeská husa
Husa landeská je plemeno husy domácí. Hmotnost se liší podle plemene, může dosáhnout až váhy 20 kg, obvykle však až 13 kg. Husy ladenské pocházejí z francouzského regionu Ladnais. Husy jsou chovány ve skupinkách, v poměru 2–4 husy na jednoho housera. Jedná se o otužilou a bezproblémovou husu, je podobná huse divoké. Chová se hlavně na maso, na výstavy a také kvůli relativně velkým játrům.
Postavu má robustní, je typická svýma tmavýma zapadlýma očima.

## Rozmnožování
Jednoleté husy landeské snášejí okolo 25 vajec, starší i 80 za rok. Jsou schopny odchovat mláďata, ale jejich hnízdní půdy nejsou příliš silné, proto se většinou využívá umělých líhní. Husa si je sama vodí a houser je chrání. Husa landeská se dožívá až 20 let.